# استيبان رييس
استيبان رييس (بالإسبانية: Esteban Reyes)‏ هو مدرب كرة المضرب مكسيكي، ولد في 22 يوليو 1913 في ميتشواكان في المكسيك، وتوفي في 19 مارس 2014 في مدينة مكسيكو في المكسيك.